# Sindewāhi
Sindewāhi är en ort i Indien.   Den ligger i delstaten Maharashtra, i den centrala delen av landet, 1 000 km söder om huvudstaden New Delhi. Sindewāhi ligger 218 meter över havet och antalet invånare är 30 000.
Terrängen runt Sindewāhi är platt. Runt Sindewāhi är det ganska tätbefolkat, med 155 invånare per kvadratkilometer. Det finns inga andra samhällen i närheten. I omgivningarna runt Sindewāhi växer huvudsakligen savannskog.